# Nomenclatura delle unità territoriali per le statistiche della Svezia
La nomenclatura delle unità territoriali statistiche della Svezia è usata per fini statistici a livello dell'Unione europea. I codici NUTS del paese lo dividono in tre livelli:
1. Suddivisione in tre macroaree
2. Suddivisione in riksområden, o Aree nazionali
3. Suddivisione coincidente con le contee della Svezia

| NUTS 1                | NUTS 1 | NUTS 2                       | NUTS 2 | NUTS 3          | NUTS 3 |
| Divisione             | Codice | Aree nazionali               | Codice | Contee          | Codice |
| --------------------- | ------ | ---------------------------- | ------ | --------------- | ------ |
| Svezia orientale      | SE1    | Stoccolma                    | SE11   | Stoccolma       | SE110  |
| Svezia orientale      | SE1    | Svezia centro-orientale      | SE12   | Uppsala         | SE121  |
| Svezia orientale      | SE1    | Svezia centro-orientale      | SE12   | Södermanland    | SE122  |
| Svezia orientale      | SE1    | Svezia centro-orientale      | SE12   | Östergötland    | SE123  |
| Svezia orientale      | SE1    | Svezia centro-orientale      | SE12   | Örebro          | SE124  |
| Svezia orientale      | SE1    | Svezia centro-orientale      | SE12   | Västmanland     | SE125  |
| Svezia meridionale    | SE2    | Småland e le isole           | SE21   | Jönköping       | SE211  |
| Svezia meridionale    | SE2    | Småland e le isole           | SE21   | Kronoberg       | SE212  |
| Svezia meridionale    | SE2    | Småland e le isole           | SE21   | Kalmar          | SE213  |
| Svezia meridionale    | SE2    | Småland e le isole           | SE21   | Gotland         | SE214  |
| Svezia meridionale    | SE2    | Svezia meridionale           | SE22   | Blekinge        | SE221  |
| Svezia meridionale    | SE2    | Svezia meridionale           | SE22   | Scania          | SE224  |
| Svezia meridionale    | SE2    | Svezia occidentale           | SE23   | Halland         | SE231  |
| Svezia meridionale    | SE2    | Svezia occidentale           | SE23   | Västra Götaland | SE232  |
| Svezia settentrionale | SE3    | Svezia centro-settentrionale | SE31   | Värmland        | SE311  |
| Svezia settentrionale | SE3    | Svezia centro-settentrionale | SE31   | Dalarna         | SE312  |
| Svezia settentrionale | SE3    | Svezia centro-settentrionale | SE31   | Gävleborg       | SE313  |
| Svezia settentrionale | SE3    | Medio Norrland               | SE32   | Västernorrland  | SE321  |
| Svezia settentrionale | SE3    | Medio Norrland               | SE32   | Jämtland        | SE322  |
| Svezia settentrionale | SE3    | Alto Norrland                | SE33   | Västerbotten    | SE331  |
| Svezia settentrionale | SE3    | Alto Norrland                | SE33   | Norrbotten      | SE332  |